# Asino (gioco di carte)
Asino (o vecchia, “vecia” in veneto) è un gioco di carte molto semplice che può essere giocato a tutte le età e con un numero estremamente variabile di giocatori (fino a 20). Questo gioco, con alcune modifiche, è popolare in molti stati del mondo, ad esempio in Giappone con il nome di baba-nuki (in inglese "old maid", letteralmente "zitella").

## Preparazione
All'inizio della partita il mazziere sceglie (o fa scegliere) una carta che verrà messa in un posto nascosto senza essere vista da nessuno. Poi distribuisce tutte le carte del mazzo ai giocatori, una per volta (capita spesso che alcuni ricevano una carta in meno, ma non è un problema).

## Come si gioca
Innanzitutto appena ricevute le carte, ogni giocatore deve scartare le coppie di carte dello stesso valore che ha in mano. Ovvero se possiede due assi, due re, due "cinque", ecc.. li scarta buttandoli in mezzo al tavolo. Arrivati a questo punto ognuno rimarrà in mano con un numero variabile di carte: chi ne ha di più inizia a giocare. Il giocatore di turno prende una carta a caso (senza vederla) dal giocatore alla sua sinistra. Se la carta presa fa coppia con una che ha già in mano allora può scartarle entrambe. Il turno passa poi al giocatore alla sua destra che a sua volta prenderà una carta e così via.

## Fine del gioco
Alla fine una sola carta rimarrà spaiata. Naturalmente perde chi rimane con questa carta in mano, persona che diventerà l'asino e sarà sbeffeggiato dagli altri partecipanti.

## Variante
Il gioco si può giocare anche con 52 carte francesi. In molte parti d'Italia l'asino è e rimane sempre il fante di picche o bastoni, motivo per cui questa variante viene chiamata Uomo Nero. La versione veneta del gioco è la cosiddetta "Vecia", in cui l'asino è rappresentato dal fante di spade, la "Vecia" appunto (per via del fatto che nelle carte trevigiane è l'unico fante ad avere la barba). Il mazziere scarta, ad inizio del gioco, uno degli altri tre fanti, in modo che non vi sia che una coppia di fanti e la "Vecia" non possa fare coppia. Lo svolgimento del gioco è uguale a quanto detto per "Asino". Perde il giocatore che si ritrova in mano la "Vecia". Altre note versioni sono il Gatto Mammone e il Ciuccio, molto diffuse rispettivamente in Campania e Basilicata. Nella prima, la carta da lasciare isolata è il tre di bastoni; nella seconda, può essere uno qualsiasi dei quattro cavalli.

## Trucchi e tecniche di gioco
A prima vista potrebbe sembrare un gioco di pura fortuna, in realtà spesso vince il più scaltro e il più bravo a capire quale carta è l'asino. Tecniche di gioco consistono nel mettere la carta che si considera l'asino in mezzo alle altre leggermente rialzata in modo da renderla più "invitante". Un altro modo è fingere palesemente felicità quando l'avversario sta per prendere una carta che voi non considerate l'asino in modo da fargli credere che siate felici di sbarazzarvi di quella carta. Allo stesso modo se sta per prendere l'asino si può fare una faccia disperata fingendo di dispiacervi di perdere quella carta. Queste tecniche sono anche descritte nella puntata Il re dei bari di Ranma ½.